# チャクフワ・チハナ
チャクフワ・チハナ（Chakufwa Chihana、1939年4月23日 – 2006年6月12日）は、マラウイの労働組合主義者で政治家である。

## 概要
チハナは1939年にマラウイのカスング県カウィルウィル（Kawiluwilu）に生まれた。ヘイスティングズ・カムズ・バンダの独裁時代には反体制的立場であったため、1970年代から1980年代の大半を逮捕拘留されているか国外追放された状態で過ごした。1992年には、マラウイの人権問題に対する貢献が称えられ、ロバート・F・ケネディ人権賞（en:Robert F. Kennedy Human Rights Award）が授与されている。
その年の1992年、チハナはバンダ大統領との間に、1993年6月17日に一党制を維持するか、多党制を導入するかの是非を問う国民投票を行うことに合意した。この国民投票の結果、多党制の導入が決定されたことを受けて、翌1994年の総選挙において、バンダ率いるマラウイ会議党（MCP）、バキリ・ムルジ率いる統一民主戦線 (UDF)とともに第3勢力として民主同盟 (AFORD) として出馬した。なお、この3人のうち最終的に大統領選挙を勝ち抜いたのはムルジであった。
選挙後、チハナは1994年から1996年までと2003年から2004年までの2期間、ムルジ政権下で副大統領を務めた。2006年6月12日、脳腫瘍により南アフリカ共和国のヨハネスブルグで死去した。